# سعيد بلقولة
سعيد بلقولة (30 أغسطس 1956 – 15 يونيو 2002) هو حكم كرة قدم مغربي دولي سابق. اشتهر بإدارة نهائي كأس العالم 1998 بين البرازيل وفرنسا، ليكون أول حكم إفريقي يدير نهائي في كأس العالم وأيضًا كان حكم نهائي كأس الأمم الأفريقية 1998 في بوركينا فاسو بين مصر وجنوب أفريقيا.

## حياته
ولد عام 1956 وحصل على الشهادة الجامعية، بعد ذلك إلتحق بسلك الجمارك في مدينة مكناس بوظيفة مفتش جمركي، دخل عالم التحكيم في عام 1983 وذلك في مدرسة تأهيل الحكام، حيث استمر في ذلك حتى حصل على فرصة الدخول للتحكيم في الدوري المغربي، وكان ذلك في عام 1990 قاد أول مباراة له في الدرجة الأولى، في بداية عام 1993 حصل على الشارة الدولية، وكانت أول مباراة في بطولة أفريقيا للأندية أبطال الكؤوس بين فوردان من غانا وغورية من السنغال.

## مسيرته في التحكيم
كانت أول مشاركات سعيد بلقولة خارج القارة الأفريقية في تصفيات الدورة الأولمبية لدورة اتلانتا عام 1996 لقارة آسيا (والذي تأهل منها الفريق السعودي، الكوري الجنوبي، والمنتخب الياباني، بعد ذلك ونظر لمستوى بلقولة الكبير، تم استدعائه لتحكيم بطولة دورة فرنسا الرباعية لكرة القدم والتي أقيمت في عام 1997، حيث قاد مباراة منتخب فرنسا ومنتخب إنجلترا والتي كانت المفتاح نحو تألق سعيد بلقولة الدولية.
نال الشارة الدولية عام 1993 وقام بتحكيم 90 مباراة دولية أبرزها:
- فرنسا × البرازيل (نهائية كأس العالم 1998)
- ألمانيا × أمريكا (كأس العالم 1998)
- الأرجنتين × كرواتيا (كأس العالم 1998)
- جنوب أفريقيا × زائير (كأس أفريقيا 1996)
- الكاميرون × أنغولا (كأس أفريقيا 1996)
- نيجيريا × غينيا (كأس أفريقيا 1996)
- الكويت × المملكة العربية السعودية

### كأس العالم 1998
في بطولة كأس العالم في فرنسا 1998 تم تكليفه بقيادة المباراة النهائية بين منتخب فرنسا ومنتخب البرازيل، ليكون سعيد بلقولة أول حكم مغربي و عربي وأفريقي يقود المباراة النهائية لبطولة كبيرة بمثل كأس العالم، كان قد سبق له تحكيم مباراتي ألمانيا ومنتخب أمريكا ومباراة منتخب الأرجنتين ومنتخب كرواتيا. ونظر للمستوى الرفيع لسعيد بلقولة في المباراتين تم اختياره لتحكيم النهائي الذي أقيم يوم الثاني عشر من يوليو عام 1998.

## تعاقده مع الاتحاد الياباني
بعد كأس العالم تعاقد الاتحاد الياباني مع الحكم سعيد بلقولة لتحكيم بعض مباريات الموسم في الدوري حيث لبى السيد سعيد الدعوة، وبعد فترة عاد للمغرب، 

## وفاته
في العام 2000 اصيب بمرض السرطان وتوفي يوم 15-6-2002 (عن عمر يناهز الـ 45 عامًا) ليخلف سعيد ورائه ثلاثة أطفال.

## روابط خارجية
- سعيد بلقولة على موقع Soccerway.com (الإنجليزية)

| سبقه ساندور بوهل | حكم المبارة النهائية في كأس العالم 1998 | تبعه بييرلويجي كولينا |